# Per capita
Per capita (pɛrˈkapitɐ) é uma expressão latina que significa "por cabeça".
Ela é frequentemente empregada no campo da estatística para indicar uma média por pessoa de um dado valor: por exemplo, a renda.
Per capita é, mais especificamente, um dado valor que cada pessoa tem de pagar ao país, sendo esse valor uma média para toda a população.
Daí per capita significar por cabeça, pois cada cabeça paga um determinado valor como a renda.